# فیلیپو برونلسکی
فیلیپو برونلسکی (ایتالیایی: Filippo Brunelleschi؛ ‏‎/ˌbruːnəˈlɛski/‎ BROO-nə-LESK-ee؛ ‏ ایتالیایی: [fiˈlippo brunelˈleski]؛ ‏ ۱۳۷۷ – ۱۵ آوریل ۱۴۴۶) که با نام پیپو هم شناخته می‌شود، معمار و مهندس مشهور ایتالیایی نیمهٔ نخست سده پانزدهم میلادی است.
فیلیپو برونِلِسکی که آموزش زرگری دیده بود و در فنون کار با فلزات (پیکره‌های نقره در محراب سان جاکوپو در کلیسای جامع پیستویا) و خراطی (شمایل تصلیب عیسی در بازیلیکای سانتا ماریا نووِلا در فلورانس) مهارت داشت، در نتیجهٔ چند سفر به رم به «رسالت» واقعی خود برای معماری پی برد.

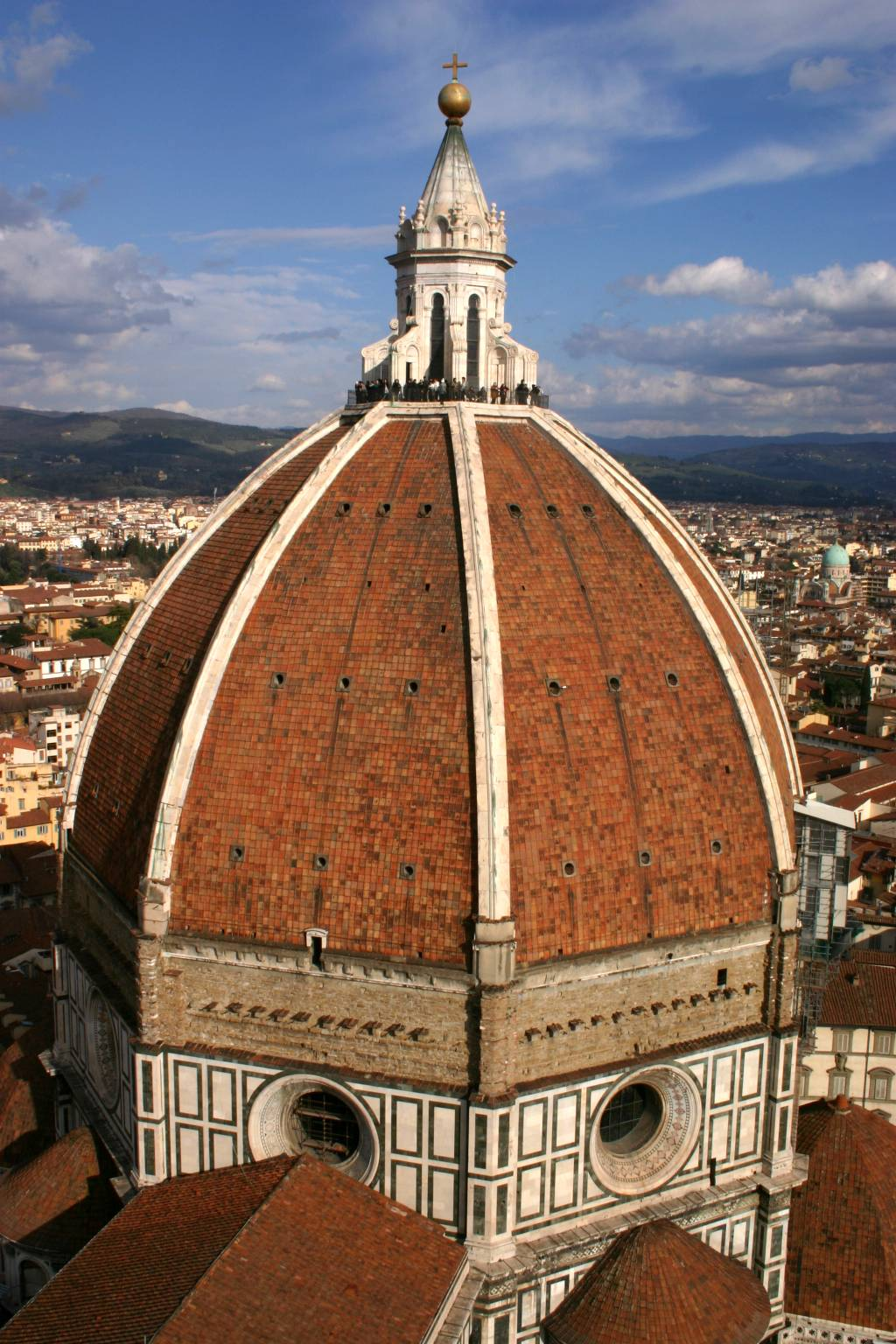
گنبد کلیسای سانتا ماریا دلفیوره ۱۴۳۶-۱۴۲۰

نخستین و مهمترین این سفرها در سال ۱۴۰۲ و با همراهی دوناتِلّو انجام گرفت. برونِلِسکی که از سردمداران زندگی فرهنگی فلورانس بود، از سال ۱۴۰۹ کار خود در ساخت کلیسای جامع سانتا ماریا دل فیوره را آغاز کرد و در ۱۴۱۸ شروع به ساخت گنبد عظیم کلیسا کرد که بنا بر معیارهای فنی و زیباشناختی کاملاً جدیدی طراحی شده بود.
این پژوهشگر ریاضیات کاربردی آغازگر دورهٔ پرسپکتیو «علمی» بود که به منظور درک و ساخت منطقی فضاهای سنجیده به کار گرفته می‌شد؛ با برونلسکی بود که اومانیسم در هنر پدید آمد. ساختمانهایی که او در فلورانس ساخت و تبدیل به مایهٔ الهام بسیاری معماران پس از او شد، نشانگر مجموعهٔ گسترده‌ای از سبکهای گوناگون است، از بازیلیکاهای شکوهمند گرفته تا نیایشگاه‌های کوچک پلان مرکزی، از کاخهای خصوصی تا بیمارستانها، از آرایشهای شهری تا طراحی های نظامی و مکانیکی. هرآنچه به دست او انجام می‌شد، همواره احساسی از ضرباهنگی سنجیده و شگفت‌آور به بیننده القا می‌کرد، به گونه‌ای که هر جزء از ساختار، رابطهٔ خیره‌کننده‌ای با تناسبهای کل آن داشت

## گنبد کلیسای سانتا ماریا دلفیوره ۱۴۳۶-۱۴۲۰
کلیسای جامع فلورانس یا کلیسای سانتا ماریا دلفیوره توسط آرنولفو دی کامبیو در سال ۱۲۹۶ طراحی شد و در سال ۱۳۵۷ م توسط فرانچسکو تالنتی مورد بازنگری قرار گرفت و سرانجام طرح نهایی و گنبد آن توسط برونلسکی طراحی و اجرا شد. طرح کلیسا باسیلیکایی است و فضای داخلی آن با این که بسیار عظیم است تنها چهار دهانه تاق دارد. ساماندهی این بنا از معماری و سازه برج های ناقوس در توسکانی اقتباس شده است. این برج به شکل مکعب مستطیل و در هفت طبقه طراحی شده است و پنجره های آن با بالا رفتن طبقات فزونی می یابند.پس از مرگ جوتو (سازنده برج ناقوس) وقتی سازندگان طبقات بالایی برج را می ساختند متوجه سستی دیوارهای طبقه اول شدند. لذا تصمیم گرفتند ضخامت دیوارها را دو برابر کنند. با ضخیم تر نمودن دیوارهای پایینی، طرح اولیه جوتو نیز دچار تغییراتی شد.

## پایه‌ریزی معماری نوین
نکته‌ی جالب در مورد برونلسکی این بود که او در پی تدوین سبک و شیوه‌ی نوینی در هنر و معماری برآمد و به‌راستی توانست در این کار موفق شود. از قرن 15 تا نزدیک قرن 20 میلادی معماران غربی (اروپا و آمریکا) باتوجه‌به اصول سبک او بناهای خود را می‌ساختند. کافی است تا به مناطق مختلف در اقصی‌نقاط آمریکا و به اخص اروپا سفر کنید تا شواهد زنده‌ی پیروی از فرم‌های کلاسیک برونلسکی در ساخت ستون‌های و طاق‌ها را ببینید.
این روند تا قرن 20 ادامه داشت و در عصر معاصر بود که تعدادی از معماران شیوه‌ی برونلسکی را تغییر و یا به چالش کشیدند و تغییراتی در آن پدید آوردند. البته که این منش نیز از همان سنتی پیروی می‌کرد که برونلسکی نیز بر اساس آن عمل کرد، یعنی به چالش طلبیدن سبک قدیم و تغییر آن؛ اما نباید ناگفته گذاشت که با تمام این تغییرات هنوز رد پای فنون و سبک برونلسکی را می‌توان در اجزای مختلفی مثل گچ‌بری قاب پنجره‌ها، ابزارسازی، تناسبات اجزای ساختمان و غیره، مشاهده کرد. او در پی پایه‌ریزی معماری مدرن بود و باید گفت که بدون شکی به این مهم دست‌یافت.